# Конты (Кольненский повет)
Конты (пол. Kąty) — деревня в Кольненском повете Подляского воеводства Польши. Входит в состав гмины Малы-Плоцк. По данным переписи 2011 года, в деревне проживало 676 человек.

## География
Деревня расположена на северо-востоке Польши, на расстоянии приблизительно 11 километров (по прямой) к югу от города Кольно, административного центра повета. Абсолютная высота — 115 метров над уровнем моря. Через Конты проходит региональная автодорога .

## История
Согласно «Списку населенных мест Ломжинской губернии», в 1906 году в деревне Конты проживало 1096 человек (551 мужчина и 545 женщин). В конфессиональном отношении большинство население деревни составляли католики (1080 человек), остальные — евреи. В административном отношении деревня входила в состав гмины Малыплоцк Кольненского уезда.
В период с 1975 по 1998 годы Конты являлись частью Ломжинского воеводства.